# Pierre-F. Côté
Pierre-F. Côté (né Pierre-Ferdinand Côté à Québec le 16 juillet 1927, et mort le 17 juin 2013) est un avocat et haut fonctionnaire québécois. 

## Biographie
Il fait ses études à l'Université Laval, où il obtient une maîtrise en sciences sociales et un baccalauréat en droit. 
Il devient secrétaire particulier de Paul Gérin-Lajoie en 1960, puis chef de cabinet de René Lévesque entre 1961 et 1965. 
En 1966, il est affecté à la direction du Service de reclassement de la main d'œuvre du Ministère du travail fédéral puis il est, en 1969, greffier de la ville de Québec. 
Il assume le poste, nouvellement créé, de directeur général des élections du Québec, de 1978 à 1997.

## Honneurs
- 1989 : distinction d'honneur du Concil on Governmental Ethics Laws[3]
- 1994 : Médaille Georges-Henri-Lévesque[3]
- 1997 : prix d'honneur de la Société des relations internationales du Québec[3]
- 1998 : Officier de l'Ordre national du Québec[3]
- 1998 : Officier de l'ordre de la Pléiade[3]
- 2001 :  chevalier de l'Ordre de la Légion d'honneur[3]
- 2004 : Membre de l'Académie des Grands Québécois

## Sources externes
Le fonds d’archives de Pierre F. Côté est conservé au centre d’archives de Québec de  Bibliothèque et Archives nationales du Québec.